# Felipe Jorge Rodríguez
Felipe Jorge Rodríguez Valla (Juanicó, 26 maggio 1990) è un calciatore uruguaiano, centrocampista del Miami FC.

## Caratteristiche tecniche
È un esterno sinistro.

## Carriera
È cresciuto nelle giovanili del Boston River.